# 张震环
张震环（1937年9月—），男，天津人，中华人民共和国政治人物，曾任中共河北省委常委、秘书长，河北省人大常委会副主任，第九届全国人大代表。